# Astrenis nigrifacies
Astrenis nigrifacies là một loài tò vò trong họ Ichneumonidae.